# Gösta Wallmark
Per Gustav Gösta Hjalmar Wallmark, född 11 juni 1928 i Överluleå socken, död 20 november 2017 i Visby, var en svensk målare och tecknare.
Han var son till överjägmästaren John Wallmark och Elsa Rosenlund samt gift med sjuksköterskan Anna Gunilla Berggren. Wallmark utbildade sig vid Otte Skölds målarskola i Stockholm 1949 och studerade därefter en kort tid vid École des Beaux-Arts i Paris innan han 1950 började på Kungliga konsthögskolan i Stockholm. Under studietiden som varade fram till 1955 tilldelades han G Unmans stipendium 1951–1953 och senare tilldelades han italienska statens kulturstipendium 1959–1960, Ulrika Rosencrantz stipendium 1961, franska statens kulturstipendium 1962–1963, ett stipendium från Sandrews stiftelse 1962 samt från Otte Skölds fond och H. Ax:son Johnsons stiftelse 1963. Under studietiden och efter studierna vid Konsthögskolan genomförde han studieresor till bland annat Tunisien, Tyskland, Italien och Frankrike. Han debuterade separat med en utställning på Lilla Paviljongen 1958 som följdes av en separatutställning på Galleri Observatorium i Stockholm 1960 därefter ställde han ut separat på bland annat Galleri Burén. Tillsammans med Curt Asker och Johan Waldenström ställde han ut på Salongen i Stockholm 1959 och han medverkade i Sveriges allmänna konstförenings salong i Stockholm 1952, en samlingsutställning med ung konst i Berlin 1954, utställningen Ni svenske Malere som visades i Oslo 1962, den nordiska ungdomsbiennalen i Köpenhamn 1962, konstgruppen Spiralens utställningar på Göteborgs konsthall och Karlstad 1963 samt på Sveagalleriet i Stockholm. Han deltog med tre emaljmålningar i konst på Östbergahöjden 1967–1969. Tillsammans med Elis Eriksson svarade han för den konstnärliga gestaltningen av tunnelbanestationen Hallonbergen i Sundbyberg. Wallmark är representerad vid bland annat Moderna museet i Stockholm, Kalmar konstmuseum och Åbo universitet.